# 지적 자유
지적 자유(Intellectual freedom)는 제한 없이 아이디어를 보유하고, 받아들이고, 전파할 수 있는 자유를 포함한다. 민주 사회의 필수 요소로 여겨지는 지적 자유는 자치적이고 충분한 정보를 갖춘 시민의 기반이 되는 아이디어와 정보에 접근하고, 탐구하고, 고려하고, 표현할 수 있는 개인의 권리를 보호한다. 지적 자유는 표현, 발언, 출판의 자유의 토대를 이루며, 정보의 자유 및 사생활권과 관련이 있다.
유엔은 세계 인권 선언 제19조를 통해 지적 자유를 기본적인 인권으로 옹호하며, 다음과 같이 명시하고 있다.
모든 사람은 의견과 표현의 자유를 누릴 권리가 있다. 이 권리에는 간섭 없이 의견을 가질 자유와 국경에 관계없이 모든 매체를 통해 정보와 아이디어를 추구하고, 받아들이고, 전달할 자유가 포함된다.

특히 도서관 기관은 정보와 아이디어에 대한 접근을 제공하고 보호한다는 사명의 일환으로 지적 자유를 중시한다. 미국도서관협회(ALA)는 지적 자유를 "모든 개인이 제한 없이 모든 관점에서 정보를 찾고 받을 권리"로 정의한다. 지적 자유는 어떤 문제, 명분, 또는 운동의 모든 측면을 탐구할 수 있는 모든 사상 표현에 대한 자유로운 접근을 제공한다.
현대 지적 자유 개념은 도서 검열에 대한 반대에서 발전했다. 지적 자유는 여러 직업과 운동에서 장려되고 있으며, 이러한 운동에는 사서, 교육, 자유 소프트웨어 운동 등이 포함된다.

## 같이 보기
- 학문의 자유
- 검열
- 사상의 자유